# Циклитирас, Константинос
Константи́нос Циклити́рас (греч. Κωνσταντίνος Τσικλητήρας; 30 октября 1888, Пилос — 10 октября 1913) — греческий легкоатлет, чемпион и призёр летних Олимпийских игр.
На Олимпиаде 1908 в Лондоне Циклитирас стал дважды серебряным призёром в прыжках с места в длину и высоту. На следующих Играх 1912 в Стокгольме он снова участвовал в этих дисциплинах и стал чемпионом в прыжке в длину и бронзовым призёром в прыжке в высоту. Также, Циклитирас — 19-кратный чемпион Греции.
Константинос играл в футбол и был вратарём афинского клуба «Панатинаикос».
В 1913 году Циклитирас участвовал в первой Балканской войне и умер 10 февраля от менингита.